# Hashim Mohamed Salah
Hashim Mohamed Salah (* 15. April 1994) ist ein katarischer Mittel- und Hindernisläufer.

## Sportliche Laufbahn
Erste Erfahrungen bei internationalen Meisterschaften sammelte Hashim Mohamed Salah bei den Jugendweltmeisterschaften 2011 nahe Lille, bei denen er über 2000 Meter Hindernis im Vorlauf ausschied. Im Jahr darauf siegte er in 9:04,65 min über 3000 m Hindernis bei den Juniorenasienmeisterschaften in Colombo und wurde bei den Juniorenweltmeisterschaften in Barcelona Zehnter. 2013 erreichte er bei den Islamic Solidarity Games in Palembang Rang neun über 1500 Meter und bei den IAAF World Relays 2014 auf den Bahamas wurde er mit der katarischen 4-mal-1500-Meter-Staffel in 15:10,77 min Siebter. 2015 wurde er Sechster bei den Arabischen Meisterschaften in Manama und gewann bei den Asienmeisterschaften in Wuhan in 8:36,02 min die Silbermedaille hinter dem Bahrainer John Kibet Koech. Damit qualifizierte er sich für die Weltmeisterschaften in Peking, bei denen er mit 9:17,35 s im Vorlauf ausschied.
Bei den Hallenasienmeisterschaften 2016 in Doha wurde er in 8:03,27 min Vierter und bei den IAAF World Relays 2017 mit der 4-mal-800-Meter-Staffel Sechster. Bei den Asienmeisterschaften in Bhubaneswar belegte er wie auch bei den Asian Indoor & Martial Arts Games Anfang September in Aşgabat den vierten Platz. Zudem  siegte er mit der 4-mal-400-Meter-Staffel, bei der er im Vorlauf zum Einsatz kam. 2018 belegte er bei den Asienspielen in Jakarta in 8:35,40 min Platz fünf.

## Persönliche Bestzeiten
- 1500 Meter: 3:41,43 min, 19. Juni 2016 in Brüssel
  - 1500 Meter (Halle): 3:53,92 min, 3. Februar 2018 in Teheran
- 3000 Meter: 8:02,52 min, 19. August 2017 in Kessel-Lo
  - 3000 Meter (Halle): 8:03,27 min, 21. Februar 2016 in Doha
- 3000 m Hindernis: 8:33,25 min, 25. Juni 2015 in Sollentuna